# Stadtpfarrkirche
Diese Liste führt Kirchen auf, die in ihrer offiziellen Namensgebung die Bezeichnung Stadtpfarrkirche tragen.
Der römisch-katholische Begriff Stadtpfarrkirche entspricht in etwa dem evangelischen Stadtkirche und bezeichnet Kirchen, die eine besondere Eigenständigkeit einer Stadt in politischer Hinsicht repräsentieren. Der Begriff ist nur in Österreich, in der Schweiz und in Süddeutschland geläufig. Vereinzelt werden sie als Hauptkirche der Stadt auch Stadthauptpfarrkirche genannt.

## Liste

### Deutschland
- Stadtpfarrkirche St. Bartholomäus (Bad Brückenau)
- Stadtpfarrkirche Hl. Familie (Bad Griesbach)
- Stadtpfarrkirche Herz Jesu (Bad Kissingen)
- Stadtpfarrkirche Mariä Himmelfahrt (Bad Königshofen im Grabfeld)
- Stadtpfarrkirche Mariä Himmelfahrt (Bad Tölz)
- Stadtpfarrkirche Mariä Himmelfahrt (Berching)
- Stadtpfarrkirche St. Jakob (Cham)
- Stadtpfarrkirche St. Ägidius (Dietfurt an der Altmühl)
- Stadtpfarrkirche St. Johannes (Dingolfing)
- Stadtpfarrkirche St. Blasius (Ehingen (Donau))
- Stadtpfarrkirche St. Blasius (Fulda)
- Stadtpfarrkirche St. Philippus und Jakobus (Geisa/Thüringen)
- Stadtpfarrkirche St. Nikolaus (Gundelsheim)
- Stadtpfarrkirche Mariae Namen (Hanau)
- Stadtpfarrkirche St. Jakobus (Hünfeld)
- Stadtpfarrkirche St. Martin (Kaufbeuren)
- Stadtpfarrkirche St. Maria (Landau in der Pfalz)
- Stadtpfarrkirche St. Maria Himmelfahrt (Landau an der Isar)
- Stadtpfarrkirche Mariä Himmelfahrt (Landsberg am Lech)
- Stadtpfarrkirche St. Martin (Lauingen)
- Stadtpfarrkirche Mariä Heimsuchung (Meersburg)
- Stadtpfarrkirche Mariä Himmelfahrt (Miesbach)
- Stadtpfarrkirche St. Crescentius (Naumburg/Hessen)
- Stadtpfarrkirche St. Dionysius (Neckarsulm)
- Stadtpfarrkirche Heilig Geist (Neuburg an der Donau)
- Stadtpfarrkirche St. Johannes Baptist (Pfaffenhofen an der Ilm)
- Stadtpfarrkirche St. Jakob (Pfullendorf)
- Stadtpfarrkirche St. Josef (Reinhausen/Regensburg)
- Stadtpfarrkirche St. Michael (Regen)
- Stadtpfarrkirche St. Pankratius (Roding)
- Stadtpfarrkirche St. Nikolaus (Rosenheim)
- Stadtpfarrkirche St. Peter und Paul (Spaichingen)
- Stadtpfarrkirche St. Oswald (Traunstein)
- Stadtpfarrkirche Mariä Himmelfahrt (Vilsbiburg)
- Stadtpfarrkirche St. Peter (Vohburg an der Donau)
- Stadtpfarrkirche Mariä Himmelfahrt (Weilheim)
- Stadtpfarrkirche St. Nikolaus (Zwiesel)

### Österreich
Stadtpfarrkirchen gibt es in Österreich in den meisten der 200 Gemeinden, die das Stadtrecht haben, in einigen größeren Städten mehrere. Die Kirchen der Bundeshauptstadt Wien werden nicht so genannt, die Hauptkirche der Stadt ist die Kathedralkirche des Erzbistums Wien, der Stephansdom, die anderen sind Pfarrkirchen der Stadtdekanate des Vikariats Wien Stadt.

#### Burgenland
- Dom- und Stadtpfarrkirche hl. Martin Eisenstadt
- Stadtpfarrkirche Jennersdorf
- Stadtpfarrkirche hl. Martin Mattersburg
- Stadtpfarrkirche hll. Nikolaus und Gallus Neusiedl am See
- Stadtpfarrkirche hll. Petrus und Paulus Pinkafeld
- Stadtpfarrkirche hl. Nikolaus Purbach am Neusiedler See
- Stadtpfarrkirche hl. Dreifaltigkeit Rust

#### Kärnten
- Stadtpfarrkirche hl. Thomas von Canterbury, Althofen
- Stadtpfarrkirche hl. Leonhard, Bad St. Leonhard im Lavanttal
- Stadtpfarrkirche hll. Petrus und Paulus, Bleiburg
- Stadtpfarrkirche hl. Maria im Dorn, Feldkirchen in Kärnten (1913, vorher hl. Johannes d.T.)
- Stadtpfarrkirche hl. Martin, Ferlach
- Pfarrkirche Friesach
- Stadtpfarrkirche Mariä Himmelfahrt, Gmünd
- Ehem. Stadtpfarrkirche HL. Pankratius, Gmünd; seit einem Brand 1792 als Remise genutzt
- Stadtpfarrkirche, Hermagor
- Dom und Stadtpfarrkirche hll. Peter und Paul, Klagenfurt
- Stadthauptpfarrkirche hl. Egid, Klagenfurt
- Stadtpfarrkirche hl. Peter, Klagenfurt-St. Peter
- Stadtpfarrkirche hl. Ruprecht, Klagenfurt-St. Ruprecht (Elisabethinenkirche)
- Pfarrkirche St. Andrä im Lavanttal, St. Andrä im Lavanttal (ehemalige Kathedrale)
- Stadtpfarrkirche hl. Vitus, Sankt Veit an der Glan
- Stadtpfarrkirche Mariä Verkündigung, Spittal an der Drau
- Stadtpfarrkirche hl. Nikolaus, Straßburg
- Stadtpfarrkirche hl. Kreuz, Villach
- Stadtpfarrkirche hl. Martin, Villach
- Hauptstadtpfarrkirche hl. Jakob, Villach
- Stadtpfarrkirche hl. Maria Magdalena, Völkermarkt
- Stadtpfarrkirche hl. Markus, Wolfsberg

#### Niederösterreich
- Stadtpfarrkirche hl. Ulrich Allentsteig
- Stadtpfarrkirche hl. Stephan Amstetten
- Stadtpfarrkirche zum hl. Jakobus d. Ä. Bad Vöslau
- Stadtpfarrkirche hl. Stephan Baden
- Stadtpfarrkirche hl. Margareta Berndorf
- Stadtpfarrkirche zur allerheiligsten Dreifaltigkeit Bruck an der Leitha
- Stadtpfarrkirche hl. Ulrich Ebenfurth
- Stadtpfarrkirche hl. Stephan Eggenburg
- Stadtpfarrkirche zu den hll. Schutzengeln Gänserndorf
- Stadtpfarrkirche hl. Stephan Gmünd
- Stadtpfarrkirche Maria Schutz Groß-Enzersdorf
- Stadtpfarrkirche hl. Johannes d.T. Groß-Siegharts
- Stadtpfarrkirche hl. Michael Haag
- Stadtpfarrkirche hll. Philippus und Jakobus Hainburg an der Donau
- Stadtpfarrkirche hl. Andreas Hainfeld
- Stadtpfarrkirche hl. Ulrich Hollabrunn
- Stadtpfarrkirche hl. Georg Horn
- Stadtpfarrkirche hl. Aegidius Korneuburg
- Stadtpfarrkirche hl. Vitus Krems an der Donau
- Stadtpfarrkirche hl. Vitus Laa an der Thaya
- Stadtpfarrkirche hl. Laurentius Langenlois
- Stadtpfarrkirche hl. Michael Litschau
- Stadtpfarrkirche hl. Vitus Maissau
- Stadtpfarrkirche hl. Margaretha Marchegg
- Stadtpfarrkirche Mariä Himmelfahrt Melk
- Stadtpfarrkirche hl. Martin Mistelbach
- Stadtpfarrkirche hl. Othmar Mödling
- Stadtpfarrkirche zur allerhlgst. Dreifaltigkeit Neulengbach
- Stadtpfarrkirche Mariä Himmelfahrt Neunkirchen
- Stadtpfarrkirche hl. Johannes d.T. Poysdorf
- Stadtpfarrkirche hl. Jakob Purkersdorf
- Stadtpfarrkirche zu Mariä Himmelfahrt auf dem Berge Raabs an der Thaya
- Stadtpfarrkirche hl. Stephan Retz
- Stadtpfarrkirche hl. Hypolit Sankt Pölten
- Stadtpfarrkirche hl. Valentin Sankt Valentin
- Stadtpfarrkirche hl. Maria Magdalena Scheibbs
- Stadtpfarrkirche Mariä Himmelfahrt Schrems
- Stadtpfarrkirche hl. Stephan Stockerau
- Stadtpfarrkirche hl. Herz Jesu Ternitz
- Stadtpfarrkirche hl. Margaretha Traiskirchen
- Stadtpfarrkirche hl. Rupert Traismauer
- Stadtpfarrkirche hl. Stephan Tulln an der Donau
- Stadtpfarrkirche hl. Mariä Himmelfahrt Waidhofen an der Thaya
- Stadtpfarrkirche hll. Maria Magdalena und Lambert Waidhofen an der Ybbs
- Stadtpfarrkirche hll. Petrus und Paulus Weitra
- Stadtpfarrkirche Mariä Himmelfahrt Wiener Neustadt
- Stadtpfarrkirche hl. Ulrich Wieselburg
- Stadtpfarrkirche hl. Margaretha Wolkersdorf im Weinviertel
- Stadtpfarrkirche hl. Laurentius Ybbs an der Donau
- Stadtpfarrkirche zur Kreuzerhöhung Zistersdorf
- Stadtpfarrkirche Mariä Himmelfahrt Zwettl

#### Oberösterreich
- Stadtpfarrkirche hl. Marien Ansfelden
- Stadtpfarrkirche allerheiligster Erlöser Bad Hall
- Stadtpfarrkirche hl. Nikolaus Bad Ischl
- Stadtpfarrkirche hl. Stephan Braunau am Inn
- Stadtpfarrkirche hl. Hippolyt Eferding
- Stadtpfarrkirche hl. Marien Enns
- Stadtpfarrkirche hl. Katharina von Alexandrien Freistadt
- Stadtpfarrkirche Erscheinung des Herrn Gmunden
- Stadtpfarrkirche hl. Ägidius Grein
- Stadtpfarrkirche hl. Stefan Grieskirchen
- Stadtpfarrkirche hl. Michael Leonding
- Stadtpfarrkirche hl. Geist Linz-Urfahr
- Stadtpfarrkirche Mariä Himmelfahrt Linz (Liebfrauenkirche)
- Stadtpfarrkirche hl. Jakob Perg
- Stadtpfarrkirche hl. Peter und Paul (Ried im Innkreis)
- Stadtpfarrkirche hl. Jakob Rohrbach in Oberösterreich
- Stadtpfarrkirche hl. Georg Schärding
- Stadtpfarrkirche hl. Michael Schwanenstadt
- Stadtpfarrkirche hll. Ägid und Koloman Steyr
- Stadtpfarrkirche hl. Stephanus Steyregg
- Stadtpfarrkirche hl. Dionysen Traun
- Stadtpfarrkirche Katholische Pfarrkirche Vöcklabruck
- Stadtpfarrkirche hl. Johannes Ev. Wels

#### Salzburg
- Stadtpfarrkirche hl. Antonius der Einsiedler Hallein
- Stadtpfarrkirche hl. Nikolaus Neumarkt am Wallersee
- Stadtpfarrkirche hl. Florian Oberndorf bei Salzburg
- Stadtpfarrkirche Mariä Himmelfahrt Radstadt
- Stadtpfarrkirche hl. Vitus in Salzburg-Morzg
- Stadtpfarrkirche hl. Andrä Salzburg-Neustadt (Salzburg)
- Stadtpfarrkirche Hll. Johannes d. T. und Johannes Ev. in St. Johann im Pongau
- Stadtpfarrkirche hl. Petrus Seekirchen am Wallersee
- Stadtpfarrkirche hl. Hippolyth Zell am See

#### Steiermark
- Katholische Pfarrkirche Bad Aussee in Bad Aussee
- Stadtpfarrkirche Bad Radkersburg in Bad Radkersburg
- Stadtpfarrkirche Bruck an der Mur in Bruck an der Mur
- Pfarrkirche Deutschlandsberg in Deutschlandsberg
- Stadtpfarrkirche hl. Oswald in Eisenerz
- Stadtpfarrkirche hl. Josef Fehring
- Stadtpfarrkirche hl. Leonhard Feldbach
- Stadtpfarrkirche hl. Jakobus Friedberg
- Stadtpfarrkirche Mariä Himmelfahrt Frohnleiten
- Stadtpfarrkirche hl. Johannes d.T. Fürstenfeld
- Stadtpfarrkirche hl. Laurentius Gleisdorf
- Stadtpfarrkirche zum hl. Blut Graz – die Landeshauptstadt selbst, mit Umland, bildet die katholische Stadtkirche Graz, das ist der Zusammenschluss aller Gemeinden in den fünf Dekanaten Graz-Mitte, Nord, Ost, West und Süd.
- Stadtpfarrkirche zur hl. Dreifaltigkeit Graz-Karlau
- Stadtpfarrkirche hl. Martin Hartberg
- Stadtpfarrkirche hl. Nikolaus Judenburg
- Stadtpfarrkirche hl. Familie Kapfenberg
- Stadtpfarrkirche Christus der König Knittelfeld
- Stadtpfarrkirche hl. Jakobus d. Ä. Leibnitz
- Stadtpfarrkirche hl. Franz Xaver Leoben
- Stadtpfarrkirche hl. Vitus Liezen
- Stadtpfarrkirche Murau hl. Matthäus
- Stadtpfarrkirche hl. Jakobus d. Ä. Mureck
- Stadtpfarrkirche hl. Kunigunde Mürzzuschlag
- Stadtpfarrkirche hl. Martin Oberwölz
- Stadtpfarrkirche hl. Nikolaus Rottenmann
- Stadtpfarrkirche hl. Achatius Schladming
- Stadtpfarrkirche hl. Josef Voitsberg (seit 1816)
- Stadtpfarrkirche hlgst. Herz Jesu Zeltweg

#### Tirol
- Stadtpfarrkirche hl. Nikolaus, Hall in Tirol
- Stadtpfarrkirche zum hl. Andreas, Kitzbühel
- Stadtpfarrkirche hl. Vitus, Kufstein
- Stadtpfarrkirche Unserer lieben Frau Mariä Himmelfahrt, Landeck
- Stadtpfarrkirche hl. Andrä, Lienz
- Stadtpfarrkirche hl. Virgil, Rattenberg
- Stadtpfarrkirche Mariä Himmelfahrt, Schwaz
- Stadtpfarrkirche zur Himmelfahrt Mariens, Vils
- Stadtpfarrkirche hl. Laurentius, Wörgl

#### Vorarlberg
- Stadtpfarrkirche zum unbefleckten Herzen Mariens Bludenz
- Stadtpfarrkirche hl. Kreuz Bludenz
- Stadtpfarrkirche hl. Kolumban Bregenz
- Stadtpfarrkirche zum hlgst. Herzen Jesu Bregenz
- Stadtpfarrkirche Mariahilf Bregenz (Heldendankkirche)
- Stadtpfarrvikariatskirche hl. Gebhard Bregenz
- Stadtpfarrkirche hl. Gallus Bregenz
- Stadtpfarrkirche und Wallfahrtskirche hl. Wendelin Bregenz
- Stadtpfarrkirche hl. Martin Dornbirn
- Stadtpfarrkirche hl. Sebastian Feldkirch-Gisingen
- Stadtpfarrkirche Maria Königin des Friedens Feldkirch-Levis[1][2]
- Stadtpfarrkirche hl. Sebastian Hohenems

### Rumänien
- Stadtpfarrkirche (Hermannstadt)

### Schweiz
- Stadtpfarrkirche Maria Himmelfahrt (Baden) AG
- Stadtpfarrkirche St. Johann (Rapperswil) SG